# Myke Hurley
Myke Hurley este un podcaster profesionist britanic cu domiciliul în Londra. El este co-fondatorul rețelei de podcast Relay FM. 

## Carieră
În 2011, Hurley a format rețeaua de podcasting 70Decibels, care a fost achiziționată de rețeaua 5by5 în martie 2013.
În 2014 a fondat rețeaua de podcast Relay FM împreună cu Stephen M. Hackett. În decurs de un an, rețeaua a prezentat 16 emisiuni diferite și a livrat 1,5 milioane de descărcări pe lună.
În 2016, Apple l-a prezentat pe Hurley în serialul său de podcast Evenimente la Apple Store, și Business Insider l-a listat în UK Tech 100.
În septembrie 2016, Myke a început un canal de vlogging pe YouTube.
În aprilie 2018, Hurley și Tiffany Arment, care găzduiesc împreună podcastul de recenzie a jocurilor video Playing for Fun, au început un canal YouTube. Numit după podcast, canalul găzduiește VOD-urile din fluxurile lor Twitch.

### Actual
Unele podcast-urile găzduite în prezent de Myke sunt: 
- Analog (ue), cu Casey Liss
- BONANZA!, cu Matt Alexander
- Conectat, cu Stephen M. Hackett și Federico Viticci
- Cortex, cu CGP Grey
- Myke at the Movies (Myke la filme), cu Casey Liss și Jason Snell. Găzduit pe The Incomparable.
- Playing for Fun(Joacă pentru distracție), cu Tiffany Arment
- Remaster, cu Shahid Kamal și Federico Viticci
- The Ring Post, cu Dave Tach și Henry T. Casey. Găzduit pe The Incomparable.
- The Pen Addict, cu Brad Dowdy
- Thoroughly Considered (Cu atenție), cu Tom Gerhardt și Dan Provost
- Ungeniused, cu Stephen M. Hackett
- Upgrade, cu Jason Snell

### În trecut
Unele podcast-uri găzduite anterior de Hurley sunt enumerate mai jos:
- Bionic, cu Matt Alexander
- Cmd + Spațiu
- Indiscret
- The Prompt, cu Stephen M. Hackett și Federico Viticci
- Virtual, cu Federico Viticci